# 胜利街道 (峨眉山市)
胜利街道，原为胜利镇，是中华人民共和国四川省乐山市峨眉山市下辖的一个乡镇级行政单位。2019年12月，撤镇设街道，将原胜利镇桑园社区、东胜社区、干河村、胜利村、红星村、月南村、光荣村、熊岗村、夏荷村和绥山镇万寿宫社区、白龙社区、三台山社区、城东社区、城南村所属行政区域划归胜利街道管辖。原胜利镇钟鼓社区、十里村所属行政区域划归峨山街道管辖

## 行政区划
胜利街道下辖以下地区：
桑园社区、东胜社区、干河村、胜利村、红星村、月南村、光荣村、熊岗村、夏荷村、万寿宫社区、白龙社区、三台山社区、城东社区、城南村。